# جمعية الحفاظ على التراث العمراني بجدة
جمعية الحفاظ على التراث العمراني بجدة هي عبارة عن جمعية خيرية تعتني في الأساس بالمحافظة على البيوت والمناطق التاريخية والأثرية في مدينة جدة.

## أهداف الجمعية
- المحافظة على إرث مدينة جدة العمراني.
- تحويل البيوت التاريخية في جدة إلى متاحف ومناطق سياحية.
- سعي الجمعية للعمل على تحويل البيوت الحجازية إلى متاحف.
- إنشاء متاحف للفن التشكيلي .[2]

## خدمات الجمعية
- الاهتمام بترميم البيوت الأثرية القديمة الموجودة  في منطقة جدة التاريخية .
- صيانة البيوت الأثرية القديمة سواء التي قامت الجمعية بترميمها مسبقا أو غيرها.[3]
- إقامة اجتماعات ومناسبات ثقافية في هذه المناطق التاريخية التي سبق ترميمها من الجمعية .
- تدريب اليد العاملة السعودية وتوظيفها في ترميم البيوت الأثرية مع مساعدة الهيئة العامة للسياحة والتراث الوطني.
- مساعدة ملاك البيوت ممن لا يملكون القدرة المادية على ترميم بيوتهم بشرط استخدامها بما يتوافق مع أهداف الجمعية وذلك بتحويلها إلى متاحف لعرض تراث المنطقة أو محلات لبيع المصنوعات التراثية والهدايا التذكارية أو مطاعم لتقديم الأطباق الحجازية.
- جذب السياح للمناطق التاريخية في جدة سواء من سكان جدة أو الزوار من خارج المنطقة و إقامة المناسبات الفلكولورية والزيارات السياحية والبازارات الشعبية لبيع المصنوعات اليدوية التراثيه وغيره.
- جعل بيوت جدة التاريخية موثقة .[1]